# 塞斯托拉
塞斯托拉（義大利語：Sestola），是意大利摩德纳省的一个市镇。总面积52平方公里，人口2630人，人口密度50.6人/平方公里（2009年）。ISTAT代码为036043。